# Юрий Крижанич
Юрий Крижанич е хърватски теолог, философ, писател, лингвист, историк, етнограф, журналист и енциклопедист, мисионерски свещеник, застъпващ се за единство на католическата и православната църква и за единство на славянските народи. Продължител на делото на своите сънародници и далматински земляци – Винко Прибоевич и Мавро Орбини.
Пристига в Москва през 1659 г. През 1661 г. е обвинен в подкрепа на унията и е изпратен в изгнание в Тоболск, където прекарва 16 години. В Тоболск Крижанич създава основна част от огромното си творчество, включително замисля идеята за всеславянски език на основата на най-разпространения руски език. През 1664 г. е в компанията на Авакум Петров.
След смъртта на цар Алексей Романов, на 5 март 1676 г., Крижанич получава царско опрощение и разрешение да се върне в Москва, след което напуска Русия.
От 1676 г. живее в Реч Посполита, ставайки йезуит. Умира на 12 септември 1683 г. в разгара на битката при Виена, след като се включва във военната кампания на Ян Собески.
|  | Тази страница частично или изцяло представлява превод на страницата „Крижанич, Юрий“ в Уикипедия на руски. Оригиналният текст, както и този превод, са защитени от Лиценза „Криейтив Комънс – Признание – Споделяне на споделеното“, а за съдържание, създадено преди юни 2009 година – от Лиценза за свободна документация на ГНУ. Прегледайте историята на редакциите на оригиналната страница, както и на преводната страница, за да видите списъка на съавторите. ВАЖНО: Този шаблон се отнася единствено до авторските права върху съдържанието на статията. Добавянето му не отменя изискването да се посочват конкретни източници на твърденията, които да бъдат благонадеждни. |